# Med tio cents på fickan
Med tio cents på fickan är en amerikansk äventyrs/komedifilm från 1941 i regi av Preston Sturges, som även skrivit manus. Filmen hade svensk premiär den 17 augusti 1942.

## Handling

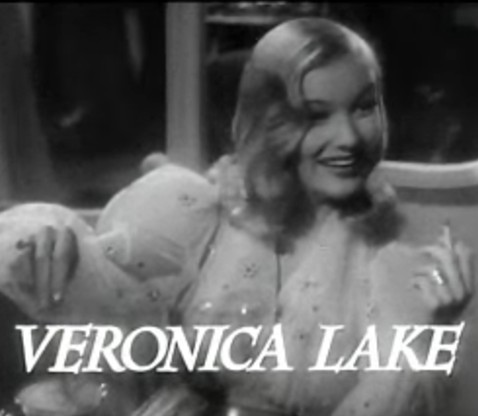
Veronica Lake i Med tio cents på fickan.

Sullivan är en ung och rik filmregissör som tröttnat på att regissera förutsägbara lustspel, och han kräver av sin producent att han skall få göra en film med mening och budskap. Han vill göra en film om sociala problem, som skall få titeln O Brother, Where Art Thou. 
Producenten påpekar att han ingenting vet om sådana problem. Han ger sig ut på luffen och det dröjer inte länge innan han får hårdhänt kontakt med verkligheten. Han träffar en ung kvinna som slår följe med honom.
Sullivan får snart lära sig både hur vanliga människor har det och vad de begär av både livet och filmen. Han hamnar efter olika förvecklingar i ett fängelse som kedjefånge och erfar att vad fångarna helst vill ha är att få sig ett gott skratt; ett lustspel.

## Rollista (i urval)
- Joel McCrea - John Lloyd Sullivan
- Veronica Lake - Flickan
- Robert Warwick - Herr Lebrand, producent
- William Demarest - Herr Jones
- Franklin Pangborn - Herr Casalsis
- Porter Hall - Herr Hadrian
- Byron Foulger - Johnny Valdelle
- Margaret Hayes - Sekreterare
- Robert Greig - Burrows, Sullivans butler
- Eric Blore - Sullivans chaufför
- Torben Meyer - Läkare
- Victor Potel - Kameraman
- Esther Howard - Miz Zeffie
- Al Bridge - "The Mister", föreståndaren på lägret
- Jimmy Conlin - Trustee, fånge